# Chinaski

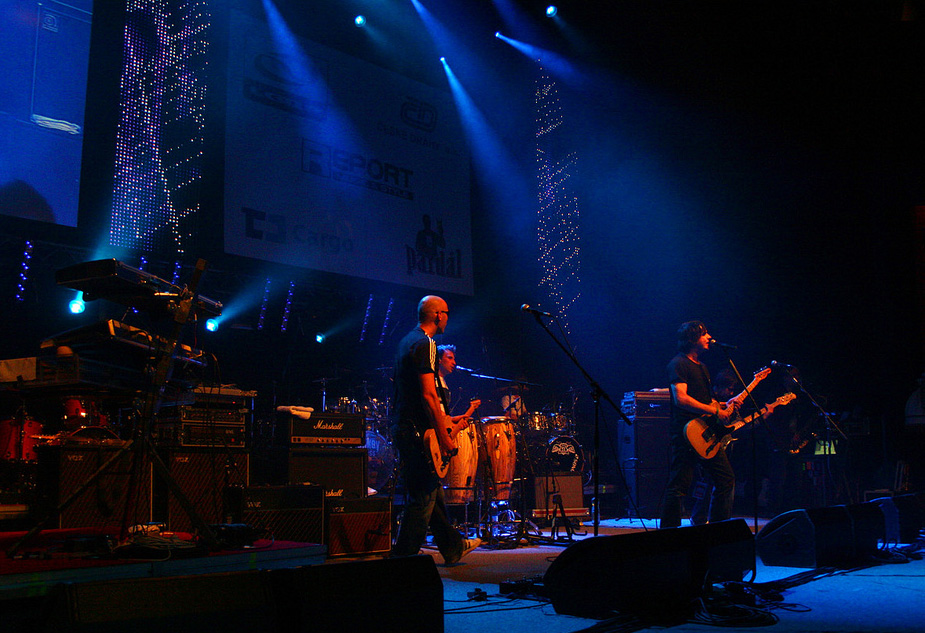
Chinaski – Žebřík 2007

Chinaski – czeski zespół poprockowy. Został założony w 1987 roku pod nazwą Starý hrady.

## Historia
W lutym 1990 r. odbyło się pierwsze wystąpienie zespołu, w jego tradycyjnym składzie, na festiwalu w Dobruszce. Następnie Pavel Grohman wyprowadził się do Pragi, a kapela zaczęła występować w różnych knajpach i klubach. Ostatecznie grupa zmieniła nazwę na Chinaski, pod wpływem amerykańskiego pisarza Charlesa Bukowskiego. W 1995 r. formacja wystąpiła na Festiwalu Drop In w praskiej Lucernie.
W maju 1998 r. grupa dostała złotą płytę za 27 tys. sprzedanych nagrań z piosenką Dlouhej kour.

## Członkowie
- Michal Malátný – gitara, wokale
- František Táborský – gitara, wokale
- Jan Steinsdörfer – klawisze
- Tomi Okres – gitara basowa
- Lukáš Pavlík – perkusja

Byli członkowie
- Štěpán Škoch
- Ondřej Škoch
- Petr Kužvart
- Otakar Petřina Jr.
- Pavel Grohman
- Petr Rajchert
- Jiří Seydler
- Adam Stivín
- Martin Kulhavý
- Marcela Chmelířová
- Robert Jína

## Dyskografia
Albumy studyjne
- 1995: Chinaski
- 1997: Dlouhej kouř
- 1999: 1. signální
- 2000: Na na na a jiné popjevky
- 2002: Originál
- 2005: Music Bar
- 2007: 07
- 2010: Není na co čekat
- 2014: Rockfield
- 2017: Není nám do pláče
- 2019: 11